# Hazel Wong
Hazel Wong is een Chinees-Canadese architecte die voornamelijk bekend is vanwege haar werk in Noord-Amerika en het Midden-Oosten.
Haar bekendste prestatie is waarschijnlijk het ontwerpen van de Emirates Towers, die in 2000 werden geopend en zich bevinden in Dubai in de Verenigde Arabische Emiraten. Het was toen een van de tien hoogste bewoonbare gebouwen ter wereld.
Hazel Wong is geboren in Hong Kong.
- Union List of Artist Names: 500261016
- Virtual International Authority File: 172477424